# پارادوکس سنت‌پترزبورگ

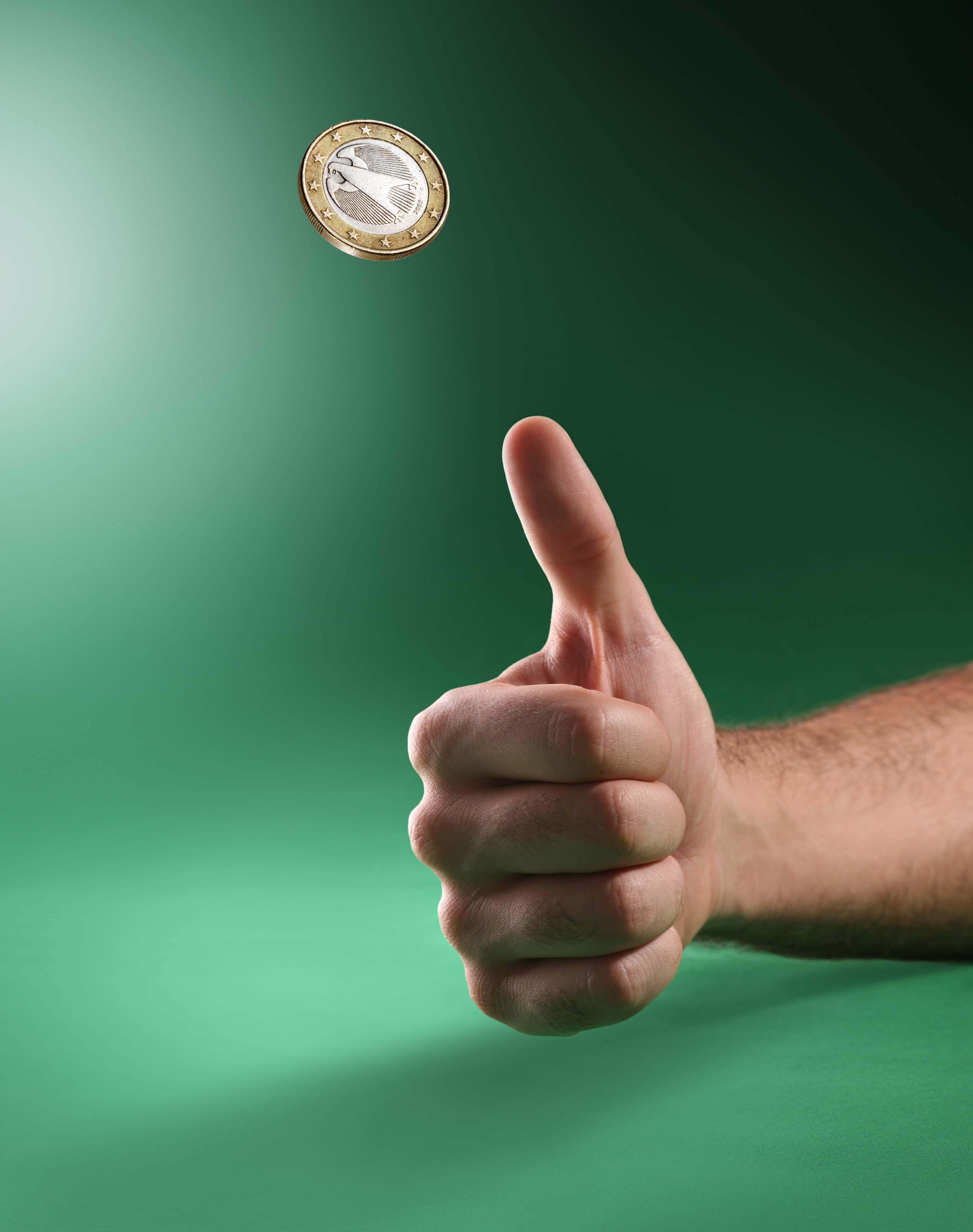
پارادوکس سنت پترزبورگ

پارادوکس سنت پترزبورگ بر اساس یک بازی ساده با پرتاب یک سکه سالم شکل میگرد. میزان برد در این بازی یک متغیر تصادفی با امید ریاضی بی‌نهایت است و این پارادوکس زمانی برمی‌خیزد که با وجود نامتناهی بودن آن، بیشتر مردم حاضر نیستند مبلغ زیادی را برای ورود به این بازی بپردازند.
این معمای فلسفی و اقتصادی توسط نیکولاس برنولی در سال ۱۷۱۳ مطرح شد و دانیل برنولی اولین کسی بود که در سال ۱۷۳۸ این پارادوکس را مورد بحث و بررسی قرار داد.

## فهم مسئله
این بازی قانون ساده ای دارد. در ابتدا شما باید مبلغ اولیه ای برای شروع بازی پرداخت کنید سپس از شما خواسته می‌شود تا یک سکه را پرتاب کنید. اگر اولین شیر در پرتاب اول حاصل شد، شما ۲ دلار برنده می‌شوید؛ اگر در پرتاب دوم هم حاصل شد، ۴ دلار برنده می‌شوید و به این ترتیب هر بار میزان برد ۲ برابر می شود. با خط آوردن از بازی خارج می شوید. حال سوال این است شما حداکثر چه مبلغی را برای شروع بازی پرداخت کنید تا بازی برای شما منصفانه باشد؟
| میزان برد | احتمال                          | شماره پرتاب برای اولین شیر |
| --------- | ------------------------------- | -------------------------- |
| ۲ دلار    | {\displaystyle {\frac {1}{2}}}  | ۱                          |
| ۴ دلار    | {\displaystyle {\frac {1}{4}}}  | ۲                          |
| ۸ دلار    | {\displaystyle {\frac {1}{8}}}  | ۳                          |
| ۱۶ دلار   | {\displaystyle {\frac {1}{16}}} | ۴                          |

احتمال شیر آمدن سکه در پرتاب اول {\displaystyle {\frac {1}{2}}}است. اگر اولین شیر در پرتاب دوم حاصل شود یعنی پرتاب اول به احتمال {\displaystyle {\frac {1}{2}}}خط بوده‌است. پس احتمال چنین رخدادی {\displaystyle \left({\frac {1}{2}}\right)\left({\frac {1}{2}}\right)=\left({\frac {1}{4}}\right)}است. به همین ترتیب برای این که اولین شیر در پرتاب n ام بیاید n-1 پرتاب اول باید خط باشند. پس احتمال این رخداد {\displaystyle \left({\frac {1}{2}}\right)^{n}}است.
امید ریاضی را برای متغیر تصادفی میزان برد برابر است با:
{\displaystyle \mathrm {\operatorname {E} } [X]=\sum _{i=1}^{\infty }x_{i}p_{i}=\left({\frac {1}{2}}\right){\biggl (}2{\Bigr )}+\left({\frac {1}{4}}\right){\biggl (}4{\Bigr )}+\left({\frac {1}{8}}\right){\biggl (}8{\Bigr )}+\cdot \cdot \cdot =1+1+1+\cdot \cdot \cdot =\infty }
امید ریاضی میزان مبلغ برد بی‌نهایت است. این به این معنی است که فرد بازی کننده باید هر مقدار پول اولیه برای ورود به بازی را بپذیرد چون این مقدار متناهی در هر صورت از بی‌نهایت کمتر است. در حالیکه که اکثر مردم حاضر به پرداخت بیش از ۲۵ دلار برای انجام بازی نیستند.
پارادوکس سنت پترزبورگ در واقع همین اختلاف بین امید ریاضی نامتناهی و مقدار پولی است که افراد حاضر به پرداخت برای انجام بازی می‌شوند.

## تحلیل‌های مسئله

### مطلوبیت مورد انتظار
معمولاً وقتی امید ریاضی به بی‌نهایت میل می‌کند، دیگر از امید ریاضی به عنوان معیار منصفانه بودن استفاده نمی‌شود(در فضای غیر ارگودیک). در عوض از مفهوم جدیدی با عنوان مطلوبیت استفاده می‌شود. مطلوبیت یک اصطلاح اقتصادی است که به فایده و سودمندی حاصل شده اشاره دارد. به عنوان مثال در هنگام بردن ۲۰۰۰ دلار، بردن ۱۰۰۰ دلار اول مطلوبیت بیشتری نسبت به بردن ۱۰۰۰ دلار دوم دارد. یا اینکه اگر ۲ انسان فقیر و ثروتمند هر دو ۱۰۰۰ دلار برنده شوند، این برد برای فرد فقیر مطلوبیت بیشتری نسبت به فرد ثروتمند دارد.
تابع مطلوبیت ارائه شده توسط دانیل برنولی به این شکل تعریف شده بود:
{\displaystyle Utility=\log _{10}w}
که w میزان برد به دلار است.
| میزان مطلوبیت | میزان برد | احتمال                          | شماره پرتاب برای اولین شیر |
| ------------- | --------- | ------------------------------- | -------------------------- |
| ۰٫۳۰۱         | ۲ دلار    | {\displaystyle {\frac {1}{2}}}  | ۱                          |
| ۰٫۶۰۲         | ۴ دلار    | {\displaystyle {\frac {1}{4}}}  | ۲                          |
| ۰٫۹۰۳         | ۸ دلار    | {\displaystyle {\frac {1}{8}}}  | ۳                          |
| ۱٫۲۰۴         | ۱۶ دلار   | {\displaystyle {\frac {1}{16}}} | ۴                          |

{\displaystyle \sum _{i=1}^{\infty }\left({\frac {1}{2}}\right)^{i}\log _{10}(2^{i})=\log _{10}2\sum _{i=1}^{\infty }\left({\frac {i}{2}}\right)^{i}=2\log _{10}2=0.602}
که این مقدار تقریباً برابر ۴ دلار است.
پس جمع مقدارهای مطلوبیت متناهی است و پرداخت هر میزان کمتر از ۴ دلار برای انجام بازی منطقی به نظر می‌آید.

### تحلیل بازی با آزمایش
یکی از روش‌های پیدا کردن قیمتی منصفانه برای ورود به بازی صرفاً با آزمایش و تجربه است. ژرژ-لوئی لکرک کنت دو بوفون دانشمند فرانسوی این آزمایش را انجام داد. او بازی سنت پترزبورگ را برای ۲۰۴۸ بار تکرار کرد و نتایج زیر را به دست آورد.
| میزان برد | تعداد تکرار در ۲۰۴۸ آزمایش | شماره پرتاب برای اولین شیر |
| --------- | -------------------------- | -------------------------- |
| ۲ دلار    | ۱۰۶۱                       | ۱                          |
| ۴ دلار    | ۴۹۴                        | ۲                          |
| ۸ دلار    | ۲۳۲                        | ۳                          |
| ۱۶ دلار   | ۱۳۷                        | ۴                          |
| ۳۲ دلار   | ۵۶                         | ۵                          |
| ۶۴ دلار   | ۲۹                         | ۶                          |
| ۱۲۸ دلار  | ۲۵                         | ۷                          |
| ۲۵۶ دلار  | ۸                          | ۸                          |
| ۵۱۲ دلار  | ۶                          | ۹                          |

این بار مقدار میانگین برای میزان برد را با توجه به این نتایج برابر است با:
{\displaystyle (2)({\frac {1061}{2048}})+(4)({\frac {494}{2048}})+(8)({\frac {232}{2048}})+(16)({\frac {137}{2048}})+(32)({\frac {56}{2048}})+(64)({\frac {29}{2048}})+(128)({\frac {25}{2048}})+(256)({\frac {8}{2048}})+(512)({\frac {6}{2048}})\simeq 9.82}
براساس نتیجه این آزمایش پرداخت هر میزان کمتر از ۱۰ دلار برای این بازی منطقی است.